# Tübinger Hütte
Die Tübinger Hütte ist eine Schutzhütte der Kategorie I der Sektion Tübingen des Deutschen Alpenvereins (DAV).

## Geschichte
Fünfzehn Jahre nach Gründung der Sektion Tübingen des Deutschen und Österreichischen Alpenvereins (DuOeAV) am 4. März 1891 wurde 1906 unter der Leitung von Bohnenberger ein Arbeitsausschuss für den Hüttenbau gebildet und Ende des Jahres der Hüttenbau beschlossen. Mit der Wahl des Standorts im hinteren Garneratal bei Gaschurn im Montafon sollte eine Verbindung zwischen der Silvretta und dem Rätikon ermöglicht und der Übergang erleichtert werden. Die für 19.000 Kronen erbaute Hütte wurde am 19. August 1908 eingeweiht und bot Unterkunft für 50 Personen.
In den Jahren 1910 und 1928 wurde die Hütte durch Staublawinen stark beschädigt. Als Folge dessen wurde die Hütte mit Lawinenankern stabilisiert und eine Lawinenschutzmauer errichtet, um Schäden in Zukunft zu verringern. In den beiden Weltkriegen war die Hütte für Wanderer und Bergsteiger gesperrt, weil sie als Stützpunkt für militärische Grenzwachen und Zollbehörden genutzt wurde.
Mit der Wiedereröffnung wurde die Tübinger Hütte bis 1954 vom Österreichischen Alpenverein betreut. Durch den sogenannten „Hüttenbestandsvertrag“ mit Österreich kam die Hütte 1956 als uneingeschränktes Eigentum zurück an die Sektion Tübingen. Seitdem gilt sie als „ein Stück Neckar-Alb im Montafon“.
Zum 50-jährigen Hüttenjubiläum wurden umfangreiche Renovierungsarbeiten ausgeführt. Es folgten der Neubau einer Turbinenwassererfassung, die Erneuerung der Materialseilbahn und die vollständige Erneuerung der Stromversorgung.
1978 erfolgte der erste Spatenstich für die seit Mitte der 60er Jahre geplante Hüttenerweiterung. Nach der Fertigstellung im Jahr 1979 wurde dieser neue Teil 1981 eingeweiht: Die Anzahl der Unterkünfte wurden verdoppelt, der Gastraum vergrößert, eine neue Küche und diverse Nebenräume (Trocken-, Selbstversorgungs- und Winterraum, Waschküche und Personalunterkünfte) eingerichtet. 
Ab 2017 begann eine umfassende Renovierung der Hütte. Dabei wurden unter anderem eine neue Heizungsanlage installiert, der Brandschutz erneuert, die Sanitäranlagen renoviert und die Küche modernisiert; ebenso wurden die Personalzimmer grundlegend saniert. Im Jahr 2020 erfolgte der Neubau der Kläranlage, 2022 wurde abschließend der Winterraum erneuert. Bei den Umbauarbeiten wurde darauf Wert gelegt, dass der Charakter der Hütte erhalten blieb.
2019 wurden auf der Hütte etwa 2700 Nächtigungen gezählt.

## Zustieg
Der normale Zustieg von Gaschurn führt durch das Garneratal, in dessen Talschluss die Tübinger Hütte steht. Vom Parkplatz nach der Talstation der Versettlabahn, an der Umgehungsstraße von Gaschurn südwärts zu einer Häusergruppe und weiter durch die Garneraschlucht (Fenggatobel) oder dem Fahrsträßchen nach zum Maiensäß Ganeu (1400 m, 75 min.).
Nun auf dem Alpweg das Garneratal hinein, an den Trümmern eines Bergsturzes vorbei zur Garneraalp, Innerer Stafel (1807 m). Dem Bach entlang bis zum Hohlen Stein (1890 m). Von hier entweder an der östlichen Talseite (Sommerweg) steiler hinauf zur Hütte oder bequemer im Talgrund folgend bald über den Garnerabach auf die westliche Tallehne bis zur Talstation der Materialseilbahn.
Steiler ansteigend und dem Talschluss in großem Bogen nach links auf markiertem Weg zur Hütte (4–5 Stunden ab Gaschurn).

## Gipfel
- Hochmaderer (2823 m)

Tübinger Hütte, um 1908

Tübinger Hütte, 1908

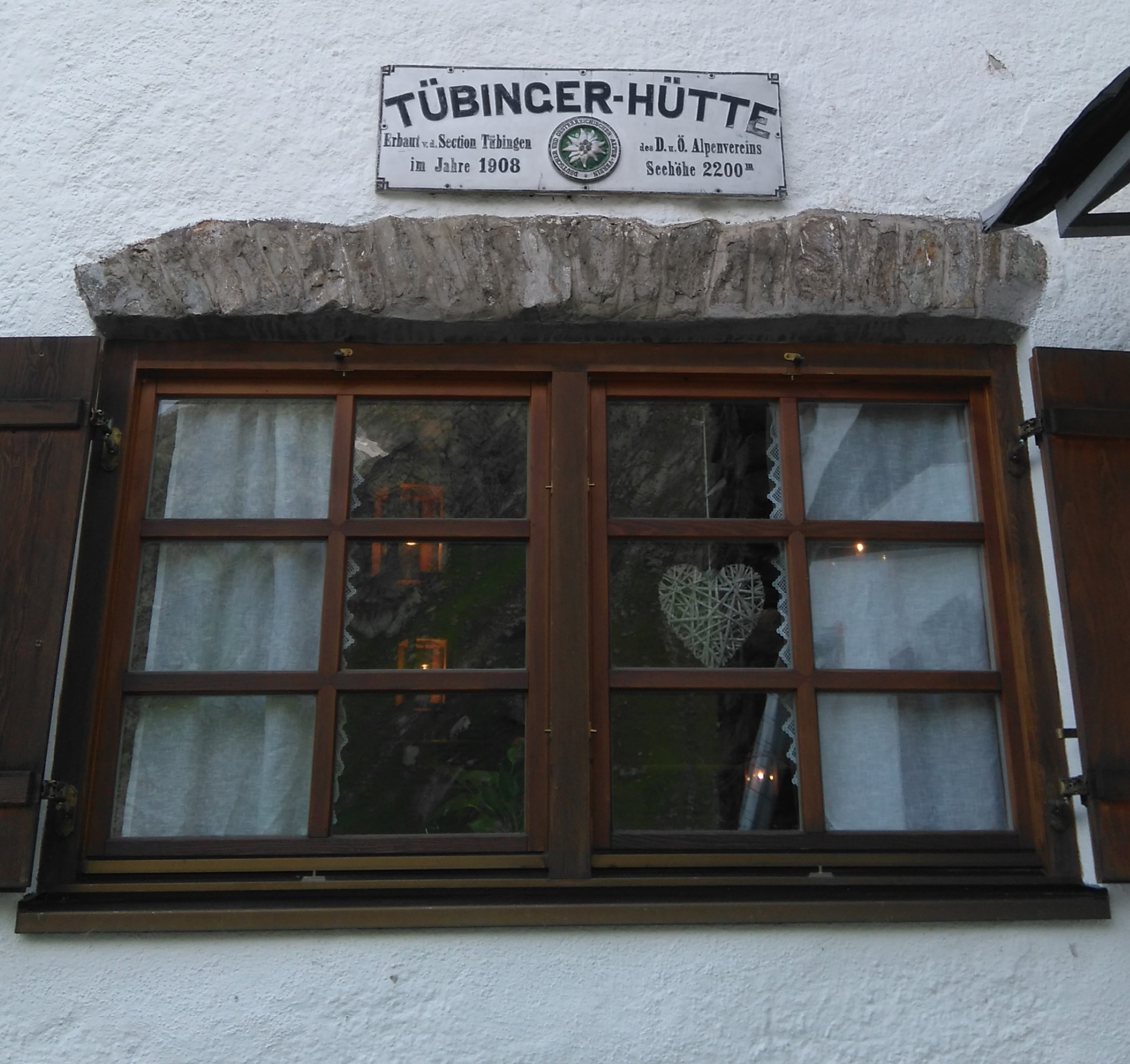
Hüttenschild, 2018

- Östliche Plattenspitze (2852 m)
- Westliche Plattenspitze (2883 m)
- Kessispitze (2833 m)
- Großlitzner (3100 m)
- Großes Seehorn (3121 m)

## Aktivitäten rund um die Hütte
Die Tübinger Hütte ist ebenfalls ein fester Bestandteil der alpinen Ausbildung der Sektion Tübingen des DAV. Hier finden sich beispielsweise ein Übungsklettersteig und die Möglichkeit Spaltenbergungen zu trainieren. In den vergangenen Jahren wurde ebenfalls damit begonnen einen Klettergarten anzulegen und an den Felsblöcken um die Hütte herum Boulder zu erschließen.

## Rundtour
- Kessispitze-Hühnersee-Innersäß-Garnerjoch-Tübinger Hütte, 7:00 h, nur für Geübte

## Nachbarhütten
- Saarbrücker Hütte, 2:30 h (600 m Aufstieg, 250 m Abstieg)
- Madrisahütte
- Seetalhütte
- Silvrettahütte
- Madlenerhaus, 3:00h (45 m Aufstieg, 655 m Abstieg)
- Wiesbadener Hütte

## Karten und Literatur
- Alpenvereinskarte 26 Silvrettagruppe (1:25.000)
- Carmen Schöneck, Hans Reibold: 100 Jahre Tübinger Hütte – Ruheinsel im Hochgebirge. In: DAV Panorama. Nr. 4, August 2008, ISSN 1437-5923, S. 78–81 (alpenverein.de [PDF; 649 kB]).